# The New Adventures of Old Christine
The New Adventures of Old Christine is een Amerikaanse sitcom die tussen 13 maart 2006 en 12 mei 2010 werd uitgezonden op de Amerikaanse zender CBS. De serie werd in Nederland uitgezonden door RTL 8 en in Vlaanderen door VTM. In 2013 werd de serie heruitgezonden door Fox Life en Fox. Hoofdrolspeelster Julia Louis-Dreyfus won in 2006 een Emmy Award voor haar vertolking.

## Verhaal
Christine Campbell (Julia Louis-Dreyfus) is een neurotische gescheiden moeder, die een sportschool voor vrouwen uitbaat. Sinds haar scheiding heeft ze een goede verstandhouding met haar ex-man Richard (Clark Gregg), die een nieuwe relatie heeft met een jongere vrouw die eveneens Christine heet (Emily Rutherfurd), vandaar de "oude" en "nieuwe" Christine. Nu dat haar ex-man een nieuwe relatie begonnen is, besluit Christine om ook op zoek te gaan naar een nieuwe relatie, maar dat lijkt niet zo vanzelfsprekend te zijn. Haar eigenwaarde wordt bovendien op de proef gesteld door Marly en Lindsay, twee arrogante moeders die ze steeds tegenkomt op de privéschool van haar zoon.

## Rolverdeling
| Acteur              | Personage                          |
| ------------------- | ---------------------------------- |
| Julia Louis-Dreyfus | Christine "Old Christine" Campbell |
| Clark Gregg         | Richard Campbell                   |
| Hamish Linklater    | Matthew Kimble                     |
| Wanda Sykes         | Barbara Baran                      |
| Emily Rutherfurd    | Christine "New Christine" Hunter   |
| Trevor Gagnon       | Ritchie Campbell                   |
| Tricia O'Kelley     | Marly Ehrhardt                     |
| Alex Kapp Horner    | Lindsay                            |
| Scott Bakula        | 'Papa' Jeff Hunter                 |
| Andy Richter        | Stan                               |